# Богомолець Лев Костянтинович
Лев Костянтинович Богомолець (1911–2009) — російський художник-мариніст, пейзажист і портретист. Один з останніх представників російської класичної школи живопису. Працював на перетині реалізму і імпресіонізму.
Представник «вітебської» гілки давнього литовсько-руського роду Богомольців гербу «Богорія».

## Ранні роки
Лев Костянтинович Богомолець народився в містечку Бійську Томської губернії 11 січня 1911 року.
Художні здібності проявилися у Льва Богомольця ще в дитинстві і були заохочені батьком — учителем математики.
У 1931 році Лев Богомолець закінчив Новосибірський зоотехнікум. Працював за фахом у сибірських і уральських радгоспах. Потім закінчив радіотехнічний технікум. За новою спеціальністю працював в Уфі. Відслужив у Червоній Армії.
Після служби Лев Богомолець повернувся до живопису. В 1935 році після кількарічної перерви з'являються його перші етюди.

## Початок творчості. Навчання. Праця в Ермітажі
В 1936 році Лев Богомолець був зарахований на підготовчі курси факультету живопису Ленінградського інституту живопису, скульптури та архітектури. Після їх закінчення Лев був зарахований студентом, причому одразу на другий курс.
Вчителями Льва Богомольця були портретист Ісак Бродський (колишній «передвижник», писав колись Олександра Керенського, а потім комуністичних вождів), Олександр Любимов (навчався у Іллі Рєпіна). Але найбільший вплив, на думку самого Лева Костянтиновича, на нього зробив як педагог і як людина художник Михайло Нестеров.
Студент Лев Богомолець відзначався впертістю характеру і неабиякою працездатністю, залишав собі заледве шість годин на сон. Через три роки після вступу він опинився на межі нервового виснаження. Дався взнаки і туберкульоз. На деякий час довелося залишити інститут і серйозно лікуватися.
Аби мати засоби до існування, Лев Богомолець за допомогою Ісака Бродського влаштувався екскурсоводом у музей-садибу художника Іллі Рєпіна. Водночас співпрацює з Ермітажем.
У 1940 році, створюючи на замовлення Ермітажу копію полотна італійського митця Паоло Веронезе «Pieta» (XVI ст.), 29-річний Лев Богомолець відтворив рецепт і технологію виготовлення фарби для отримання пурпурно-рожевого кольору, яким користувався італієць, зображуючи вбрання одного з персонажів картини. Льва Богомольця тут же запрошують прочитати курс лекцій для реставраторів Ермітажу.
У ті ж роки він познайомився з Аллою Ніколаєвою — теж художницею. Їх весілля відбулося буквально наступного день після нападу гітлерівської Німеччини на СРСР — 23 червня 1941 року.

## Евакуація
За станом здоров'я Льва Богомольця не взяли на фронт. Разом з дружиною він виїздить в евакуацію до Уфи. Там художник працює у «Вікнах ТАСС» — малював агітплакати.
В Уфі в 1942 році Лев Богомолець вперше виставив свої роботи на колективній виставці разом із творами місцевих живописців і «евакуантів». Цінителі жанру одразу звернули увагу на роботи молодого художника.
Наступна його виставка відбулася тільки через три роки — після перемоги СРСР над Німеччиною.
Ще в евакуації Богомолець написав портрет композитора Дмитра Шостаковича (1943). Не без самоіронії був написаний «Автопортрет з хворим зубом» (1944).

## Післявоєнні роки
В 1945 році Лев Богомолець виставив свої твори в Московському Будинку архітекторів на пару з Олександром Тюлькіним — другою людиною, якого Богомолець вважав своїм великим учителем. Після цієї виставки Лев Богомолець був прийнятий до Московського Союзу художників і відновив навчання в Петербурзькому інституті, залишеному ним перед війною.
У 1948 році Лев Костянтинович Богомолець нарешті закінчує інститут. Його дипломна робота «Розвідники-балтійці» експонується зараз у Військово-морському музеї Росії.
Перша персональна вставка Льва Богомольця відбулася досить пізно — в 1953 році; йому тоді було 42 роки.

## Визнання
Роботи Льва Богомольця, зокрема, жіночі портрети, у 80-ті роки ХХ ст. успішно продавалися на міжнародних аукціонах живопису (наприклад, на Балтійському аукціоні, на Rabourdin & Choppin de Janvry). У США було продано 24 його роботи, в Японії — 10, у Франції — 66.
На французьких аукціонах картини Льва Богомольця продавалися в півтора рази дорожче за картини Івана Айвазовського і Валентина Сєрова за квадратний сантиметр.
У 1985 році Лев Богомолець написав картину «Океан», яку подарував у 1997 році президентові Франції Жаку Шираку під час його візиту до Санкт-Петербурга. Подарунок був зроблений в пам'ять про видатного дослідника океану Жака-Іва Кусто, який помер того самого року.
Нині роботи Льва Костянтиновича Богомольця зберігаються також в 12 європейських музеях, у тому числі — в Латвії, Англії, Фінляндії, Німеччині, Швейцарії, Швеції, Естонії, в музеях і приватних зібраннях Ізраїлю, в Державному Російському музеї, музеї Арктики.

## Лев Богомолець і Україна
По матері Лев Костянтинович Богомолець мав українське походження. Його матір'ю була селянка Валентина Лаврентіївна Редькина, яка походила з Полтавщини.
Нині картини Льва Богомольця зберігаються в музеях Житомира, Львова, в приватних колекціях у Києві. 28 «морських» робіт художника поміщено в картинній галереї ім. Айвазовського у Феодосії. Лев Богомолець часто відвідував цю галерею, дарував їй етюди з пейзажами Коктебеля, видами Судакської і Феодосійської фортець.
Море, до речі, художник знав не з чуток — він сам проектував і будував яхти, виходив на них у Фінську затоку, плавав по Ладозі і Онезі.
Навіть переступивши 90-річний рубіж Лев Богомолець продовжував працювати. Він часто любив повторювати: «Якщо можеш працювати — працюй, якщо не можеш працювати — все одно працюй, а якщо зовсім не можеш — все одно працюй».
Лев Костянтинович Богомолець помер у 98 років — 9 липня 2009 року, залишивши після себе понад 4 тисячі картин. Похований на Волковському цвинтарі в Санкт-Петербурзі.